# صالح أباد (أرومية)
صالح أباد هي قرية في مقاطعة أرومية، إيران. عدد سكان هذه القرية هو 118 في سنة 2006.